# Gira 100 años contigo
Gira 100 años contigo è il sesto tour mondiale delle gruppo musicale statunitense Ha*Ash, a supporto del suo quinto album in studio 30 de febrero (2017).

## Scaletta
Le seguenti canzoni sono state interpretate da Ha*Ash al concerto di Miami Beach, Stati Uniti d'America e, pur con qualche variazione, possono rappresentare la scaletta di tutta la tournée.
1. "Estés en donde estés"
2. "¿De dónde sacas eso?"
3. "Amor a medias"
4. "Ojalá"
5. "Sé que te vas"
6. "Todo no fue suficiente"
7. "¿Qué me faltó?"
8. "Destino o casualidad"
9. "Dos copas de más"
10. "Eso no va a suceder"
11. "¿Qué hago yo?"
12. "No pasa nada"
13. "Adiós amor"
14. "Odio amarte"
15. "Te dejo en libertad"
16. "Ex de verdad"
17. "100 años"
18. "Lo aprendí de ti"
19. "No te quiero nada"
20. "Perdón, perdón"
21. "30 de febrero"

## Date
| Nord America      |                     |                       |                                        |
| 3 febbraio 2018   | Campeche            | Messico               | Teatro del pueblo                      |
| 4 febbraio 2018   | Jalostotitlán       | Messico               | Plaza de Toros                         |
| 10 febbraio 2018  | Playa del carmen    | Messico               | Plaza 28 de julio                      |
| Sud America       |                     |                       |                                        |
| 24 febbraio 2018  | Viña del Mar        | Cile                  | Quinta Vergara                         |
| Nord America      |                     |                       |                                        |
| 2 marzo 2018      | Tapachula           | Messico               | Palenque                               |
| 8 marzo 2018      | Mérida              | Messico               | Coliseo Yucatán                        |
| 14 marzo 2018     | Città del Messico   | Messico               | Auditorio Nacional                     |
| 15 marzo 2018     | Città del Messico   | Messico               | Auditorio Nacional                     |
| America centrale  |                     |                       |                                        |
| 21 marzo 2018     | Panama              | Panama                | Convenciones Amador                    |
| 23 marzo 2018     | San Salvador        | El salvador           | Anfiteatro Cifco                       |
| 24 marzo 2018     | Città del Guatemala | Guatemala             | Forum Majadas                          |
| 25 marzo 2018     | San José            | Costa Rica            | Parque Viva, La Guácima                |
| Nord America      |                     |                       |                                        |
| 31 marzo 2018     | Acapulco            | Messico               | Forum Mundo Imperial                   |
| 3 aprile 2018     | San Francisco       | Stati Uniti           | The Fillmore                           |
| 4 aprile 2018     | Fresno              | Stati Uniti           | Warnors Center                         |
| 5 aprile 2018     | Sacramento          | Stati Uniti           | Ace of Spades                          |
| 7 aprile 2018     | Las Vegas           | Stati Uniti           | House Of Blues                         |
| 8 aprile 2018     | Anaheim             | Stati Uniti           | House Of Blues                         |
| 10 aprile 2018    | Riverside           | Stati Uniti           | Riverside Municipal Auditorium         |
| 12 aprile 2018    | Los Ángeles         | Stati Uniti           | The Wiltern                            |
| 14 aprile 2018    | Tucson              | Stati Uniti           | The Rialto Theatre                     |
| 15 aprile 2018    | Phoenix             | Stati Uniti           | Comerica Theatre                       |
| 19 aprile 2018    | Aguascalientes      | Messico               | Plaza de Toros Aguascalientes          |
| 20 aprile 2018    | Guadalajara         | Messico               | Auditorio Telmex                       |
| 21 aprile 2018    | Morelia             | Messico               | Plaza de Toros Morelia                 |
| 27 aprile 2018    | Querétaro           | Messico               | Auditorio Josefa Ortiz                 |
| 28 aprile 2018    | Puebla de Zaragoza  | Messico               | Acrópolis Puebla                       |
| 3 maggio 2018     | Dallas              | Stati Uniti           | Majestic Theatre                       |
| 4 maggio 2018     | Mcallen             | Stati Uniti           | State Farm Hidalgo Arena               |
| 5 maggio 2018     | Laredo              | Stati Uniti           | Energy Arena                           |
| 10 maggio 2018    | El Paso             | Stati Uniti           | The Plaza Theatre                      |
| 11 maggio 2018    | Houston             | Stati Uniti           | Revention Music Center                 |
| 12 maggio 2018    | San Antonio         | Stati Uniti           | The Aztec Theatre                      |
| 15 maggio 2018    | Hermosillo          | Messico               | Palenque Expogan                       |
| 17 maggio 2018    | San Luis Potosí     | Messico               | El Domo                                |
| 18 maggio 2018    | Monterrey           | Messico               | Auditorio Citibanamex                  |
| 19 maggio 2018    | Monterrey           | Messico               | Auditorio Citibanamex                  |
| 23 maggio 2018    | Città del Messico   | Messico               | Auditorio Nacional                     |
| Sud America       |                     |                       |                                        |
| 26 maggio 2018    | Rosario             | Argentina             | Teatro Broadway                        |
| 27 maggio 2018    | Córdoba             | Argentina             | Quality Espacio                        |
| 29 maggio 2018    | Tucumán             | Argentina             | Teatro Municipal Tucumán               |
| 30 maggio 2018    | Salta               | Argentina             | Teatro Provincial de Salta             |
| 1º giugno 2018    | Montevideo          | Uruguay               | Palacio Peñarol                        |
| 2 giugno 2018     | Buenos Aires        | Argentina             | Luna Park                              |
| 3 giugno 2018     | Santiago del Cile   | Cile                  | Movistar Arena                         |
| 8 giugno 2018     | Quito               | Ecuador               | Ágora de la Casa                       |
| 9 giugno 2018     | Guayaquil           | Ecuador               | Coliseo Voltaire Paladines Polo        |
| 12 giugno 2018    | Lima                | Perù                  | Anfiteatro del parque de la Exposición |
| 13 giugno 2018    | Lima                | Perù                  | Anfiteatro del parque de la Exposición |
| 14 giugno 2018    | Bogotà              | Colombia              | Royal Center                           |
| 16 giugno 2018    | Medellin            | Colombia              | Teatro Metropolitano                   |
| Nord America      |                     |                       |                                        |
| 23 giugno 2018    | Toluca              | Messico               | Teatro Morelos                         |
| 29 giugno 2018    | Cancún              | Messico               | Plaza de Toros                         |
| 6 luglio 2018     | Mexicali            | Messico               | Plaza de Toros Calafia                 |
| 7 luglio 2018     | Tijuana             | Messico               | El Trompo                              |
| 11 luglio 2018    | Città del Messico   | Messico               | Foro Cultural Chapultepec              |
| 29 luglio 2018    | Città del Messico   | Messico               | Stadio Azteca                          |
| 4 agosto 2018     | Mazatlán            | Messico               | Mazatlán International Center          |
| Sud America       |                     |                       |                                        |
| 7 agosto 2018     | Shushufindi         | Ecuador               | Explanada Unidad Nacional              |
| 11 agosto 2018    | Bogotà              | Colombia              | Campo de Golf Briceño                  |
| Nord America      |                     |                       |                                        |
| 21 agosto 2018    | Città del Messico   | Messico               | Auditorio Nacional                     |
| 23 agosto 2018    | San Juan            | Porto Rico            | Coliseo Puerto Rico                    |
| 31 agosto 2018    | San Diego           | Stati Uniti           | The Music Box                          |
| Europa            |                     |                       |                                        |
| 8 settembre 2018  | Madrid              | Spagna                | Wizink Center                          |
| Nord America      |                     |                       |                                        |
| 15 settembre 2018 | Colima              | Messico               | Jardín Libertad de la capital          |
| Europa            |                     |                       |                                        |
| 20 settembre 2018 | Madrid              | Spagna                | La Riviera                             |
| 21 settembre 2018 | Barcellona          | Spagna                | Sala Razzmatazz 1                      |
| 22 settembre 2018 | Valencia            | Spagna                | Sala Moon                              |
| 23 settembre 2018 | Siviglia            | Spagna                | Sala Custom                            |
| Nord America      |                     |                       |                                        |
| 6 ottobre 2018    | Villahermosa        | Messico               | Palenque del Parque Tabasco            |
| 10 ottobre 2018   | Chicago             | Stati Uniti           | Joes Live                              |
| 13 ottobre 2018   | New York            | Stati Uniti           | Irving Plaza                           |
| 15 ottobre 2018   | Atlanta             | Stati Uniti           | The Buckhead                           |
| 18 ottobre 2018   | Orlando             | Stati Uniti           | House of Blues                         |
| 21 ottobre 2018   | Miami               | Stati Uniti           | The Filmore                            |
| 23 ottobre 2018   | Guadalajara         | Messico               | Auditorio Benito Juárez                |
| America centrale  |                     |                       |                                        |
| 27 ottobre 2018   | Santo Domingo       | Repubblica Dominicana | Palacio de los Deportes                |
| Nord America      |                     |                       |                                        |
| 3 novembre 2018   | Ciudad Victoria     | Messico               | Teatro del Pueblo                      |
| 7 novembre 2018   | Tlaxcala            | Messico               | Tlaxcala Feria 2018                    |
| 8 novembre 2018   | Città del Messico   | Messico               | Stadio Azteca                          |
| 11 novembre 2018  | Città del Messico   | Messico               | Auditorio Nacional                     |
| 19 novembre 2018  | Culiacán            | Messico               | Palenque de Culiacán                   |
| 23 novembre 2018  | Monterrey           | Messico               | Auditorio Citibanamex                  |
| 24 novembre 2018  | Xmatkuil            | Messico               | Centro de espectáculos                 |
| 30 novembre 2018  | Puerto Escondido    | Messico               | Playa Zicatela                         |
| 6 dicembre 2018   | Città del Messico   | Messico               | Arena Ciudad de México                 |
| 7 dicembre 2018   | Torreón             | Messico               | Coliseo Centenario de Torreón          |
| 8 dicembre 2018   | Saltillo            | Messico               | Auditorio Parque las maravillas        |
| 12 dicembre 2018  | Tuxtla Gutierrez    | Messico               | Palenque de Gallos                     |
| 14 dicembre 2018  | Tepic               | Messico               | Auditorio Amado Nervo                  |
| 22 gennaio 2019   | León                | Messico               | Palenque de la Feria de León           |
| 1º febbraio 2019  | Città del Messico   | Messico               | Auditorio Nacional                     |
| 2 febbraio 2019   | Città del Messico   | Messico               | Auditorio Nacional                     |
| Sud America       |                     |                       |                                        |
| 12 febbraio 2019  | Córdoba             | Argentina             | Anfiteatro Centenario de Villa María   |
| 14 febbraio 2019  | Lima                | Perù                  | Jockey Club                            |
| 15 febbraio 2019  | Rancagua            | Cile                  | Gran Arena Monticello                  |
| Nord America      |                     |                       |                                        |
| 22 febbraio 2019  | Tampico             | Messico               | Centro de convenciones                 |
| 16 marzo 2019     | CD Júarez           | Messico               | Estadio Canales Lira                   |
| 24 marzo 2019     | San Juan            | Porto Rico            | Coliseo Puerto Rico                    |
| 28 marzo 2019     | Città del Messico   | Messico               | Music Box                              |
| 4 aprile 2019     | Guadalajara         | Messico               | Auditorio Telmex                       |
| 5 aprile 2019     | Monterrey           | Messico               | Auditorio Citibanamex                  |
| 7 aprile 2019     | Texcoco             | Messico               | Teatro del pueblo                      |
| 12 aprile 2019    | Puebla de Zaragoza  | Messico               | Palenque de la Feria de Puebla         |
| 30 maggio 2019    | Monterrey           | Messico               | Domo Care                              |
| 24 luglio 2019    | Durango             | Messico               | Palenque Expoferia Gómez Palacio       |
| Sud America       |                     |                       |                                        |
| 24 agosto 2019    | Guayaquil           | Ecuador               | Coliseo Voltaire Paladines Polo        |
| Nord America      |                     |                       |                                        |
| 22 settembre 2019 | Tijuana             | Messico               | Audiorama del Museo Interactivo        |
| 8 dicembre 2019   | Città del Messico   | Messico               | Parque Bicentenario                    |
| 12 dicembre 2019  | Querétaro           | Messico               | Palenque Querétaro                     |
| 16 gennaio 2020   | León                | Messico               | Palenque León                          |
| 14 febbraio 2020  | Città del Messico   | Messico               | Zócalo Capitalino                      |
| 28 maggio 2021    | Monterrey           | Messico               | Palco Tecate                           |
| 29 maggio 2021    | Monterrey           | Messico               | Palco Tecate                           |
| 2 luglio 2021     | Città del Messico   | Messico               | Curva 4 – Autódromo                    |
| 3 luglio 2021     | Città del Messico   | Messico               | Curva 4 – Autódromo                    |
| 16 luglio 2021    | Torreón             | Messico               | Coliseo Centenario                     |
| 23 ottobre 2021   | Tijuana             | Messico               | Audiorama El Trompo                    |
| Sud America       |                     |                       |                                        |
| 22 gennaio 2022   | Santiago            | Cile                  | Parque Padre Hurtado                   |
| Nord America      |                     |                       |                                        |
| 26 gennaio 2022   | León                | Messico               | Palenque León                          |
| 2 aprile 2022     | Tampico             | Messico               | Centro de convenciones                 |
| 23 aprile 2022    | Tequesquitengo      | Messico               | Jardines de México                     |
| 28 aprile 2022    | Monterrey           | Messico               | Domo Care                              |
| 8 maggio 2022     | Puebla              | Messico               | Foro Artístico                         |
| 14 maggio 2022    | Toluca              | Messico               | Teatro Morelos                         |
| 23 luglio 2022    | Acapulco            | Messico               | Arena GNP                              |
| 19 agosto 2022    | Monclova            | Messico               | Feria Monclova Coahuila                |
| 1 settembre 2022  | Oaxaca              | Messico               | Auditorio Guelaguetza                  |